# Thalattoscopus aequalis
Thalattoscopus aequalis är en insektsart som beskrevs av Walker 1870. Thalattoscopus aequalis ingår i släktet Thalattoscopus och familjen dvärgstritar. Inga underarter finns listade i Catalogue of Life.